# Георги Попов (Серменин)
Вижте пояснителната страница за други личности с името Георги Попов.
Георги Петров Попов е български революционер, деец на Вътрешната македоно-одринска революционна организация.

## Биография
Георги Попов е роден на 23 април 1893 година в село Серменин, тогава в Османската империя. Син е на духовника Петър Коджабашиев. Основно образование получава в родното си село, а след това завършва четвърти клас в Гевгели при Аргир Манасиев, Антон Костов, Димитър Битраков и други. Те го вербуват за целите на ВМОРО като куриер, заловен е веднъж от турските власти при пренос на писмо до Конско, но въпреки мъченията не издава организационни тайни.
След Балканската война новите сръбски власти го измъчват заради връзките с комитета. При един разпит сръбският околийски началник му чупи челюстта. Дочаква освобождението на Вардарска Македония по време на Втората световна война. Избран е за секретар на гевгелийското Илинденско дружество.